# Ivar Formo
Ivar Formo, född 24 juni 1951, död 26 december 2006 i Nordmarka, Oslo, var en norsk längdåkare och orienterare.
Under sin skidkarriär vann han fyra OS-medaljer och två VM-medaljer och som orienterare vann han ett VM-brons och ett NM-guld. Han var medlem i skid- och fotbollsklubben SoFK Lyn. 
Formo fick en rad utmärkelser inom idrotten, bland annat Egebergs Ærespris 1973 samt Morgenbladets guldmedalj och sportjournalisternas statyett for årets idrottsbragd 1976. Han vann även Holmenkollenmedaljen 1975 tillsammans med Gerhard Grimmer och Oddvar Brå.
Efter sin karriär blev han en av förgrundsfigurerna i världsskidsportförbundet FIS och var även administrativ chef i Industri-investor ASA och Kistefos Venture Capital AS. Han arbetade under flera år med omställnings- och utvecklingsfrågor inom IT- och telesektorn och hade vid sin död flera styrelseuppdrag.
Han hittades drunknad i sjön Store Sandungen i Nordmarka den 26 december 2006.

## OS-medaljer
- 1976 i Innsbruck - guld på 50 km
- 1972 i Sapporo - silver på 4 x 10 km
- Olympiska vinterspelen 1976 i Innsbruck - silver på 4 x 10 km
- Olympiska vinterspelen 1972 i Sapporo - brons på 15 km

## VM-medaljer i skidåkning
- VM i Falun 1974 - brons på 4 x 10 km
- VM i Lahtis 1978 - brons på 4 x 10 km

## Medaljer i orientering
- VM-brons i stafett 1974
- NM-guld nattorientering 1977